# Sphaerozetes perezinigoi
Sphaerozetes perezinigoi är en kvalsterart som beskrevs av Gómez-Llusá 1988. Sphaerozetes perezinigoi ingår i släktet Sphaerozetes och familjen Ceratozetidae. Inga underarter finns listade i Catalogue of Life.